# Leo von Jena
Leo Ferdinand von Jena (* 8. Juli 1876 in Biebrich am Rhein; † 7. April 1957 in Celle) war ein deutscher Militär, der im Laufe des Zweiten Weltkrieges zum SS-General und in Berlin zeitweise zum Standortkommandanten der Waffen-SS aufstieg.
Von Jena hatte sich bereits 1921 der DNVP und dem Stahlhelm angeschlossen und war seit den späten 1930er-Jahren Mitglied der NSDAP. Zuvor hatte er schon deren „Kampforganisationen“, SA und SS, angehört.
Vor allem in der Letzteren startete von Jena seine „zweite Karriere“: So wurde er am 9. November 1936 durch Heinrich Himmler persönlich ehrenhalber als SS-Sturmbannführer in die SS aufgenommen, wo er rasch aufstieg.
Am 30. März 1941 wurde er zum SS-Brigadeführer der Waffen-SS und am 30. Januar 1944 zum Gruppenführer der Allgemeinen SS befördert, der in der Waffen-SS die Uniform eines SS-Obergruppenführers und Generalleutnants der Waffen-SS tragen durfte.

## Leben

### Kaiserreich
Leo von Jena war das elfte Kind des preußischen Offiziers und späteren Generals der Infanterie Eduard von Jena (1834–1911) und dessen ersten Ehefrau Elisabeth Auguste Karoline Helene, geborene Freiin von Dalwigk (1840–1880).
Nach erfolgreichem Abschluss des Realgymnasiums und der Eignungsprüfung im Kadettenkorps trat von Jena im Mai 1896 dem Leib-Grenadier-Regiment „König Friedrich Wilhelm III.“ (1. Brandenburgisches) Nr. 8 als Fahnenjunker bei und wurde am 18. November 1897 zum Sekondelieutnant befördert, nachdem er zur Kriegsschule in Danzig abkommandiert wurde.
Ab Mai 1902 wurde er zum Holsteinischen Feldartillerie-Regiment Nr. 24 nach Güstrow abgeordnet. Dort verblieb von Jena bis zum 30. April 1903.
Zwischen 1903 und 1911 versah er seinen Militärdienst in verschiedenen Einheiten. Am 18. Februar 1908 wurde von Jena zum Oberleutnant befördert. Zudem wurde er 1911 Adjutant des Landwehrbezirks Frankfurt (Oder) und wurde im September 1912 als zweiter militärischer Berater des Prinzen Friedrich Leopold von Preußen abkommandiert. Dort wurde er am 18. Oktober zum Hauptmann befördert.
Im August 1913 wurde von Jena zum persönlichen Adjutanten des Prinzen Friedrich Karl von Preußen ernannt.
Mit Beginn des Ersten Weltkrieges (August 1914) leistete von Jena seine ersten Kriegseinsätze bei der 2. Kavallerie-Division in Belgien und Frankreich ab. Am 21. Oktober 1914 heiratete er seine damalige Verlobte Josefine Margarethe Schumacher und im Dezember 1914 wurde er Kompaniechef und Bataillonsführer im 5. Garde-Regiment zu Fuß. Als solcher war er nun in Masuren/Ostpreußen eingesetzt und verblieb dort bis Februar 1915.
Im Frühjahr 1915 wurde von Jena wieder in Frankreich eingesetzt und erlitt während der zweiten Marneschlacht eine Knieverletzung. Nach der Genesung wurde er beim Ersatzbataillon des 5. Garde-Regiments zu Fuß in Spandau eingesetzt, wo er im Herbst 1915 zum stellvertretenden Adjutant der 4. Garde-Infanterie-Brigade ernannt wurde. Und wenig später war er Adjutant in einer Landwehr-Division des Gardekorps. Im November 1916 war von Jena zum Kommandeur des I. Bataillons des 4. Garde-Regiments zu Fuß aufgestiegen und wurde im Oktober 1917 zum Stab des 1. Garde-Regiments zu Fuß abkommandiert. Gegen Kriegsende war von Jena zudem vorübergehend Führer des Reserve-Infanterie-Regiments Nr. 932.

### Weimarer Republik
Von Jena sah sich als Opfer der „November-Verbrecher“, das „geschlagen, aber nicht besiegt“ aus dem Krieg zurückgekehrt sei.
Am 16. Dezember 1918 gründete er mit anderen monarchietreuen Offizieren den Nationalverband Deutscher Offiziere. Bereits am 12. Januar 1919 schloss sich von Jena einem der etwa 200 in Deutschland bestehenden Freikorps an: Er wurde in Berlin Führer des „Freiwilligen-Detachement Jena“ im „Freikorps von Oven“.
1919 wurde von Jena als Hauptmann in die Vorläufige Reichswehr übernommen und dort im Oktober 1919 zum Major befördert. Dort wurde er im Stab des Reichswehr-Infanterie-Regiments 6 eingesetzt.
Am 31. Dezember 1920 wurde von Jena auf eigenen Wunsch aus der Reichswehr entlassen und ab dem 1. Januar 1921 von der Reichswehrführung als „Führer des Abwicklungskommandos des bisherigen Reichswehr-Infanterie-Regiments 6“ eingesetzt. Im selben Jahr trat er der DNVP Alfred Hugenbergs und deren „militärischen Arm“, dem Stahlhelmbund, bei, wo er rasch in den Vorstand aufstieg. Dort begegnete er auch erstmals dem preußischen Generalleutnant a. D. Paul Hausser. Im Stahlhelmbund wurde er nun Verbindungsoffizier des Bundes zum deutschen Ex-Kaiser und war mit diesem freundschaftlich verbunden. So weilte er mehrmals in dessen Exil im niederländischen Doorn.
Von Jena schloss sich 1921 der „ORGESCH“ (Organisation Escherich) an und wurde von diesem deutschnationalen Freikorpsführer am 1. März 1921 als militärischer Führer im Osthavelland eingesetzt. Im Oktober 1921 wurde er als „politischer Referent“ beim „Nationalverband Deutscher Offiziere“ (NVDO) fest angestellt. Das blieb er bis 1924.
1924 wurde von Jena geschäftsführender Vorstand des NVDO, den er bis zu seiner Auflösung (1934) und Eingliederung in den Reichsverband Deutscher Offiziere führte. 1928 trat er zudem dem kaisertreuen Verein „Kaiserdank e. V.“ bei. Im selben Jahr wurde er vom Amtsgericht Berlin wegen Körperverletzung und Beleidigung zu einer Geldstrafe von 50 Reichsmark verurteilt.
1931 trat von Jena als Redner auf dem „Nationalen Familienbund“ auf, einer Propagandaveranstaltung der „Bismarckgesellschaft“ in Berlin. Im selben Jahr wurde er auch Mitglied in der nationalsozialistischen NSBO (jedoch ohne Mitgliedschaft in der NSDAP), die wenig später in die Reichsbetriebszellenabteilung der NSDAP umgewandelt wurde.

### Nationalsozialismus
1934 trat von Jena dem Kyffhäuserbund e. V. Berlin des Wilhelm Reinhard bei, einer „Traditionsvereinigung“ ehemaliger Weltkriegs-Soldaten. Dieser nannte sich noch 1934 in Deutscher Reichskriegerbund (DRKB) um und war bereits stark nationalsozialistisch ausgerichtet, da viele Ex-Soldaten und ehemalige Freikorpsangehörige des Bundes gleichzeitig der Sturmabteilung (SA) Adolf Hitlers angehörten. Innerhalb dieses Reichskriegerbundes gehörte von Jena der „Kameradschaft Spandau der Leibgrenadiere Nr. 8“ an.
Am 1. Februar 1934 wurde er in die Bundesführung des Nationalsozialistischen Reichskriegerbundes (NSRKB) gewählt und übernahm dort die Abteilung II (Personalien) im Stab des Bundesführers. Am selben Tag trat von Jena auch der SA-Reserve II bei, wo er im Stab des Oberstlandesführers ebenfalls mit der Mitgliederbetreuung (Amt II) betreut wurde.
Anfang 1936 traf von Jena auf einer Veranstaltung des DRKB erneut mit Paul Hausser zusammen, der zwischenzeitlich von der SA zur SS gewechselt war. Hausser überredete nun von Jena, sich ebenfalls zur SS zu melden.
Am 9. November 1936 wurde von Jena vom Reichsführer SS Heinrich Himmler ehrenhalber als SS-Sturmbannführer in die SS aufgenommen. Die ihm zugeordnete SS-Nummer 277.326 erhielt von Jena unmittelbar nach Abgabe seines Aufnahme- und Verpflichtungsscheins, den er wie alle regulären SS-Angehörigen einreichen musste. Von Jena wurde nun als „Führer beim Stab des SS-Hauptamtes“ eingesetzt.
Doch blieb von Jena anfänglich dem Nationalsozialismus „ein Fremder“, was auch später immer wieder von SS-Führern bemängelt wurde: Bis etwa 1943 galt er als Anhänger der Hohenzollern-Monarchie sowie politisch als deutschnational und erst ab diesem Jahr bekannte sich von Jena offen zum Nationalsozialismus.
Zwei Tage nach der Aufnahme in die SS meldete die Stabskanzlei-Auskunftsstelle des SS-Sicherheitsdienstes dem Reichsführer SS, nachdem sie „den politischen Hintergrund“ von Jenas durchleuchtet hatten:

„Major a. D. Jena war noch nach der Machtübernahme stark deutschnational eingestellt. (…) Jena gilt als ausgesprochener Monarchist und war Verbindungsmann zwischen der Stahlhelmführung und dem Ex-Kaiser. In dieser Eigenschaft war er längere Zeit in Doorn. Aufgrund dieser Tatsache kann von Jena politisch nicht als unbedingt zuverlässig angesprochen werden. (…)“

Am 30. Januar 1937 erhielt von Jena die Beförderung zum SS-Obersturmbannführer und wurde nun als „Führer beim Stab RFSS“ geführt. Turnusmäßig wurde er am 20. April 1937 zum SS-Standartenführer und am 9. November des gleichen Jahres zum SS-Oberführer befördert.
Am 13. Juli 1937 beantragte von Jena die Aufnahme in die NSDAP und wurde rückwirkend zum 1. Mai desselben Jahres aufgenommen (Mitgliedsnummer 4.359.167).
1938 kandidierte von Jena auf der NSDAP-Liste zur Wahl des Deutschen Reichstages, wurde jedoch nur als Ersatzmitglied eingetragen. Ende 1938 trat er weisungsgemäß, wegen der Doppelmitgliedschaft mit der NSDAP, aus dem Johanniterorden aus, dem er seit 1922 als Ehrenritter und direkt der Balley Brandenburg angehörte.
Im September 1939 wurde von Jena zu den SS-Totenkopfverbänden versetzt, wo er bis Dezember gleichen Jahres die 5. SS-Totenkopfstandarte „Brandenburg“ führte, die 1937 als sogenannte „Polizeiverstärkung“ zur Beaufsichtigung des KZ Sachsenhausen aufgestellt wurde. Am 1. Dezember 1939 wurde von Jena aus der Allgemeinen SS entlassen und in die entstehende Waffen-SS überführt, als er taggleich in Krakau die 8. SS-Totenkopfstandarte aufstellte, die er bis Juli 1940 führte und die ebenfalls offiziell als Polizeiverstärkung galt. Diese SS-Standarte wurde aktiv im besetzten Polen zu sogenannten „polizeilichen Sonderaufgaben“,  insbesondere zur „Banden- und Partisanenbekämpfung“ herangezogen und eingesetzt.
Am 1. Mai 1940 wurde von Jena zum „SS-Oberführer der Reserve“ der Waffen-SS ernannt und am 11. Juli zum Kommandoamt der Waffen-SS versetzt. Dort leitete er als „Gruppenleiter II (Organisation)“ eine Dienststelle in der „Amtsgruppe Führung und Organisation“ des Amtes I.
Am 30. März 1941 wurde er zum Brigadeführer der Allgemeinen SS ernannt und erhielt von Himmler das Recht verliehen, die „Uniform und Rangabzeichen eines Generalmajors der Waffen-SS“ zu tragen. Mit dieser Erlaubnis Himmlers trug von Jena in der Waffen-SS äußerlich nun denselben Dienstgrad wie in der Allgemeinen SS und den er in der Waffen-SS noch nicht verliehen bekommen hatte.
Aber innerhalb des SS-Führungsamtes, dem das Kommandoamt der Waffen-SS unterstand, war seine Position nicht unumstritten. In einem Brief vom SS-Personalchef Maximilian von Herff an Karl Wolff (23. November 1942) hieß es:
„Um Jüttner ist ein Kreis, der beobachtet werden muss, da er gefährlich werden kann. Es ist dies die Liaison Gruppenführer Petri, Brigadeführer Jena und Hansen. Von SS-mäßigem Denken und Wollen sind sie weit entfernt. Sie wollen nur Gardeoffiziere sein, das andere ist für sie nur Nebensache! (…)“
Am 1. April 1941 wurde von Jena zum „Standortkommandanten der Waffen-SS“ in Berlin ernannt, bat aber am 10. Februar 1942 Himmler schriftlich um die Enthebung von diesem Posten und führte gesundheitliche Probleme an:

„Mein Gesundheitszustand hat sich in der letzten Zeit so verschlechtert, dass ich befürchte, nicht mehr in jedem Fall den Posten eines SS-Standortkommandanten für Berlin ausfüllen zu können, wie der Führer es evt. verlangen muss. (…) Ich bitte deshalb Sie, Reichsführer, meine Enthebung aus meiner jetzigen Dienststellung veranlassen zu wollen. (…) Sollte ich innerhalb der Waffen-SS dem Führer noch in irgendeiner anderen Stellung dienen können, so bleibe ich Ihnen selbstverständlich für eine evt. anderweitige Verwendung jederzeit zur Verfügung. (…).“

Am 1. März 1943 wurde von Jena dann als Berliner Standortkommandant der Waffen-SS abgelöst und nicht mehr weiter verwendet, blieb aber weiterhin deren Angehöriger und wurde am 1. Juli 1944 zum SS-Brigadeführer der Reserve befördert. Laut dem Einzelexemplar der Dienstaltersliste der Waffen-SS hatte ihm Himmler das Recht verliehen, in der Waffen-SS „die Uniform und die Rangabzeichen eines Generalmajors der Waffen-SS“ und damit die Dienstgradabzeichen seines in der Allgemeinen SS erreichten SS-Dienstgrades zu tragen.
Doch am 17. November 1943 bat von Jena schriftlich um „Entlassung aus dem aktiven Dienst der Waffen-SS mit dem gesetzlichen Ruhegehalt zum 30. April 1944“. Mit den damals üblichen Höflichkeitsfloskeln schloss dieses Schreiben an Heinrich Himmler mit den Worten ab:

„(…) Mit innerer Genugtuung werde ich stets der Zeit gedenken da ich in der Waffen-SS in diesem gewaltigsten Kriege aller Zeiten dem Führer und Großdeutschland dienen durfte. (…) Selbstverständlich bleibe ich, Reichsführer, nach wie vor zu Ihrer Verfügung, wann und wo immer ich evt. benötigt werden sollte. Mein Leben gehört dem Führer und dem Vaterlande!“

Von Jena wurde am 18. Dezember 1943 mit Wirkung zum 31. Januar 1944 aus der Waffen-SS entlassen, nachdem er am Tag zuvor zum SS-Gruppenführer der Allgemeinen SS ernannt worden war. Für die Waffen-SS vermerkte die letzte reguläre Dienstaltersliste der SS, dass er berechtigt war, die Uniform eines SS-Obergruppenführers und Generalleutnants der Waffen-SS zu tragen.
Ob von Jena aufgrund seines Alters bis Kriegsende in die für ihn zuständige SS-Stammabteilung versetzt wurde oder vielleicht aufgrund seiner militärischen Erfahrungen auch als „SS-Führer z. b. V. im Stab RFSS“ eingesetzt wurde, hierüber schweigen sich alle Biografien überwiegend aus.

### Nachkriegszeit
Wenige Tage vor Kriegsende gelang es von Jena, sich auf das Gebiet der späteren Bundesrepublik Deutschland durchzuschlagen, wo er am 2. Mai 1945 in britische Kriegsgefangenschaft geriet (Island Farm bei Bridgend, South Wales).
Nach seiner Haftentlassung lebte von Jena zurückgezogen in Celle. Politisch stand er aber zwischen 1949 und 1950 der bereits 1952 verbotenen rechtsextremistischen Sozialistischen Reichspartei (SRP) nahe und unterstützte diese offen durch zahlreiche Spenden und Gastauftritte als Redner. Als von Jena wider eigenem Erwarten nicht in deren Vorstand gewählt wurde, zog er sich enttäuscht aus jeglicher politischer Tätigkeit zurück. Politisch schloss er sich keiner Partei mehr an.
Von Jena trat noch kurzfristig der HIAG bei, wo es ihm jedoch ebenfalls nicht gelang, eine Führungsposition einzunehmen. Nach seinem HIAG-Austritt war er nun Mitglied im westdeutschen „Bund Deutscher Offiziere“, einer Traditionsvereinigung ehemaliger Angehöriger der Reichswehr und Wehrmacht, den er ca. 1956 wieder verließ. Ab diesem Zeitpunkt gehörte von Jena auch keiner Organisation ehemaliger Soldaten mehr an und verstarb am 7. April 1957 infolge einer Krankheit.

## Auszeichnungen
- Ritterkreuz des Greifenordens[10]
- Fürstlich Reußisches Ehrenkreuz III. Klasse mit Krone[10]
- Eisernes Kreuz (1914) II. und I. Klasse
- Ritterkreuz des Königlichen Hausordens von Hohenzollern mit Schwertern
- Friedrich-August-Kreuz II. und I. Klasse
- Mecklenburgisches Militärverdienstkreuz I. Klasse
- SS-Zivilabzeichen (Nr. 192.576)
- Julleuchter des RFSS (Dezember 1936)
- Ehrenring RFSS
- Ehrendegen des Reichsführers SS
- Ungarische Weltkriegs-Erinnerungsmedaille
- Ehrenwinkel der Alten Kämpfer
- Kriegsverdienstkreuz (1939) II. und I. Klasse mit Schwertern